# Guardia noble de corps lombardo véneta
La Guardia noble de corps lombardo-véneta (en italiano, Guardia nobile di corpo lombardo veneta) fue una unidad militar formada por nobles del Reino lombardo-véneto para servir como guardia de corps al emperador de Austria.

## Historia
El Reino lombardo-véneto había sido formado por Francisco I de Austria en 1815, a partir de sus posesiones en Italia. La formación del reino sirvió para dar a estos territorios un estatuto de land o estado constituyente como el de otros del Imperio austríaco: reino de Iliría o el reino de Galicia y fortalecer el apoyo de la población local.

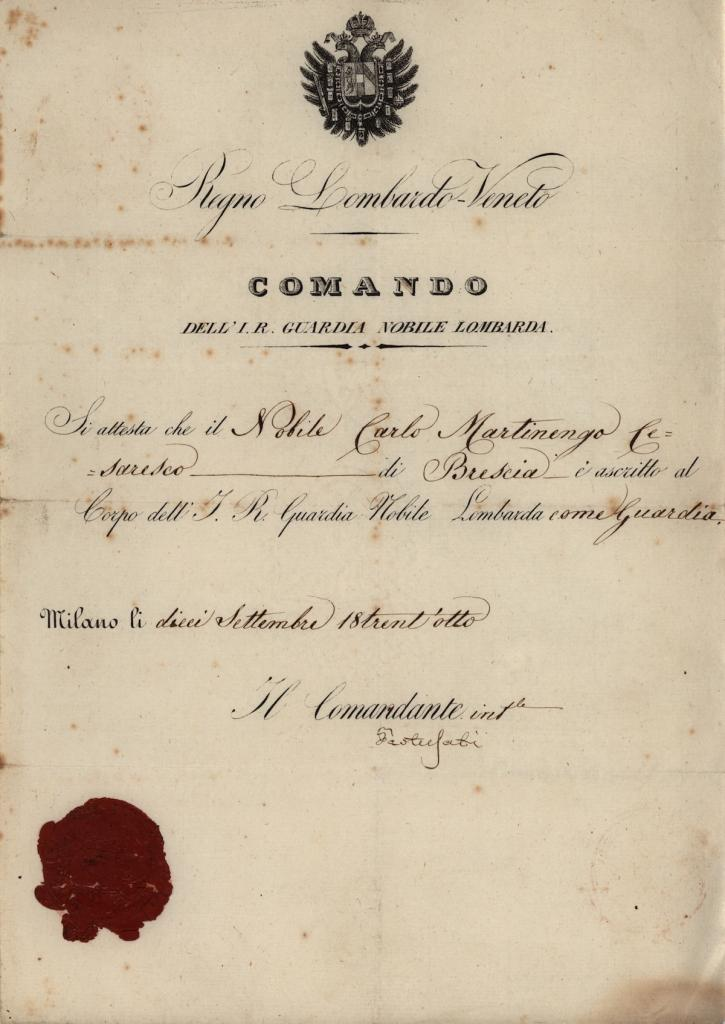
Declaración de Giorgio Pertusati sobre haber formado parte otro individuo de una la Imperial y Real Guardia noble lombarda en 1838, precedente de la Guardia noble de corps lombarda-véneta.

El hijo y sucesor de Francisco I de Austria, Fernando I, sería coronado rey de Lombardía-Venecia el 6 de septiembre de 1838 en la catedral de Milán, en medio de un ambiente ceremonial, solemne y festivo. En este momento, la población ofreció a su soberano la perpetuación de sendas guardias de honor establecidas para este evento por la nobleza lombarda y la véneta, mediante la creación de una guardia de corps de élite formada por nobles oriundos del Reino lombardo-veneto, similar a la ya existente Guardia noble de corps húngara. Estas guardias nobles en el Imperio austríaco prestaban servicio cerca del soberano, por turnos.
El 19 de agosto de 1840 Fernando I de Austria formalizó la Guardia noble de corps lombardo-véneta y le otorgó sus estatutos.

## Descripción
La Guardia tenía como objetivo reforzar las relaciones entre las élites locales del Reino lombardo-véneto y el emperador de Austria, rey de ese Reino; así como contribuir al esplendor de la corte imperial.
Según sus estatutos estaba formada por sesenta jóvenes de la nobleza local, que hubieran recibido previamente una instrucción académica adecuada y quisieran seguir la carrera militar. Los aspirantes debían de cumplir las siguientes condiciones:
- Ser de familia noble, lombarda o véneta.
- Tener entre 17 y 20 años.
- Ser núbil.
- Profesar el catolicismo.
- Tener una altura mínima.
- Tener un buen estado físico.
- Haber realizado estudios en un gymnasium o haber servido en el ejército durante 1 año.
- Tener buena conducta.

Los guardias permanecían en la unidad durante un período de cuatro años, renovándose de 15 en 15 y entrando en la Guardia el 1 de noviembre de cada año.
Su uniformidad consistía en un uniforme de corte y un uniforme de casa. El uniforme de corte era muy rico y se utilizaba al prestar servicio activo al emperador de Austria. 
En 1848, estaba formado por los siguientes efectivos: capitán, teniente-capitán, primer teniente, segundo teniente, dos primeros sargentos, seis segundos tenientes, 56 guardias.Además contaba con un estado mayor formado por: un ayudante, un capellán, un auditor, un racionero, un médico, un furrier, un profosso, un maniscalco, cuatro trompetas y un médico consultor.
Finalmente, tenía a su servicio una serie de personal no militar:
- Personal de instrucción con profesores: de estilo y literatura italiana, de dibujo de situación y teoría de conocer los terrenos, de aritmética, álgebra, geometría y ciencias militares; así como con maestros de lengua alemana, de lengua francesa, de esgrima, de baile, un asistente de caballeriza y un inspector de la casa.
- Personal de servicio compuesto por: un inspector de forraje, un portero, un sastre, un enfermero, 31 palafreneros, 4 cocheros, 31 criados, 1 iluminador, 4 spazzini y 4 mozzi.

Se encontraba acuartelada en el Harrachsche Gartenpalais.

### Individuales
1. ↑  «Associazione legittimista Trono e Altare: La reale Guardia del Corpo nobile Lombardo-Veneta». Associazione legittimista Trono e Altare (en italiano). 6 de abril de 2013. Consultado el 24 de junio de 2023.
2. ↑  Imperio austríaco, 1848, pp. 82-84.
3. 1 2 3  Imperio austríaco, 1848, pp. 84-85.
4. ↑  «Leibgarde». www.geschichtewiki.wien.gv.at (en alemán). Consultado el 24 de junio de 2023. «Lombardisch-Venezianische Leibgarde: 1840 wurde das Harrachsche Gartenpalais (3., Ungargasse 69) der Lombardisch-Venezianische Leibgarde zugewiesen. Sie wurde 1849 aufgelöst.»